# Liste der Biografien/Tex
Liste der Biografien |
Portal Biografien |
Personensuche
# |
A |
B |
C |
D |
E |
F |
G |
H |
I |
J |
K |
L |
M |
N |
O |
P |
Q |
R |
S |
T |
U |
V |
W |
X |
Y |
Z |
?
 
Ta |
Tc |
Te |
Tf |
Tg |
Th |
Ti |
Tj |
Tk |
Tl |
Tm |
To |
Tq |
Tr |
Ts |
Tu |
Tv |
Tw |
Tx |
Ty |
Tz
 
Tea |
Teb |
Tec |
Ted |
Tee |
Tef |
Teg |
Teh |
Tei |
Tej |
Tek |
Tel |
Tem |
Ten |
Teo |
Tep |
Teq |
Ter |
Tes |
Tet |
Teu |
Tev |
Tew |
Tex |
Tey |
Tez
Die Liste der Biografien führt alle Personen auf, die in der deutschsprachigen Wikipedia einen Artikel haben. Dieses ist eine Teilliste mit 36 Einträgen von Personen, deren Namen mit den Buchstaben „Tex“ beginnt.

## Tex
- Tex (* 1970), deutscher Singer-Songwriter und Moderator
- Tex, Emile den (1918–2012), niederländischer Dichter, Geologe und Hochschullehrer
- Tex, Joe (1933–1982), US-amerikanischer Soulsänger

### Texa
- Texada, Tia (* 1971), US-amerikanische Schauspielerin und Sängerin
- Texas Ruby (1908–1963), US-amerikanische Country-Musikerin
- Texas, Alexis (* 1985), US-amerikanische Pornodarstellerin und RegisseurinAlexis Texas (* 1985)

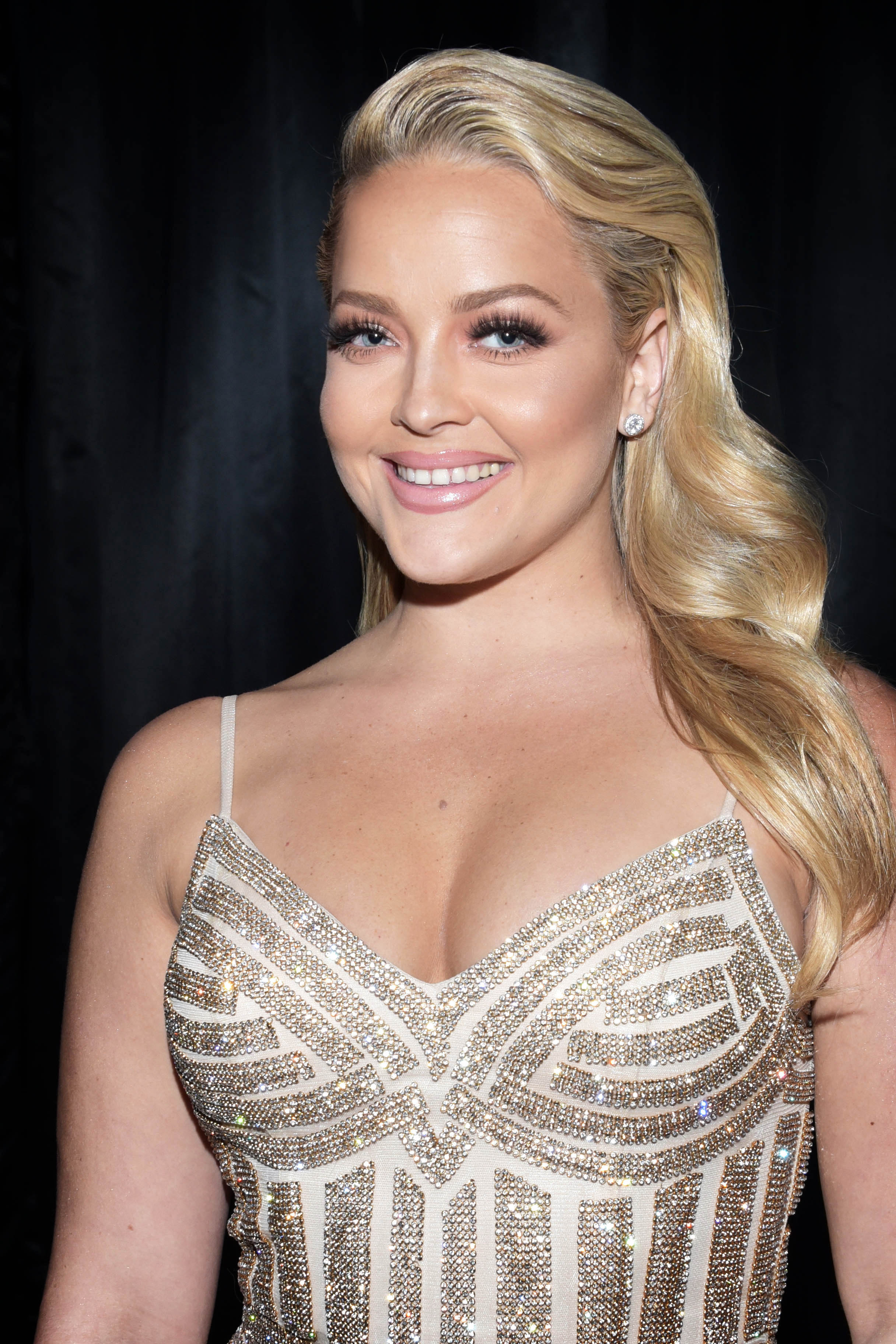
Alexis Texas (* 1985)

### Texe
- Texeira, David (* 1991), uruguayischer Fußballspieler
- Texel, Pontus (* 2004), dänischer Fußballspieler
- Texereau, Guy (1935–2001), französischer Leichtathlet

### Texi
- Texier (Skipper), französischer Segler
- Texier (Crewmitglied), französischer Segler
- Texier, Alexandre (* 1999), französischer Eishockeyspieler
- Texier, Bartholomaeus († 1449), Ordensmeister der Dominikaner
- Texier, Charles (1802–1871), französischer Reisender, Archäologe und Architekt
- Texier, Henri (* 1945), französischer Jazz-Kontrabassist, Multi-Instrumentalist, Sänger, Orchesterleiter und Komponist
- Texier, Paul (1889–1972), französischer Radrennfahrer
- Texier, Peter (1738–1818), deutscher Diplomat und Kaufmann
- Texier, Sébastien (* 1970), französischer Jazz-Saxophonist

### Text
- Texter, Andreas (* 1960), deutscher Politiker (CDU)
- Textor, Bernhard († 1602), reformierter Theologe
- Textor, Cajetan von (1782–1860), deutscher Chirurg und Hochschullehrer
- Textor, Christian (* 1990), deutscher Mountainbiker
- Textor, Friedrich Karl Ludwig (1775–1851), deutscher Jurist und Mundartschriftsteller
- Textor, Hermann (1838–1906), deutscher Geheimer Regierungsrat, Baurat und Direktor der Lübeck-Büchener Eisenbahngesellschaft
- Textor, Johann (1582–1626), deutscher Jurist und Historiker
- Textor, Johann Jost (1739–1792), Frankfurter Jurist und Politiker
- Textor, Johann Wolfgang (1693–1771), deutscher Reichs-, Stadt- und Gerichtschultheiß, Großvater von Johann Wolfgang von GoetheJohann Wolfgang Textor (1693–1771)

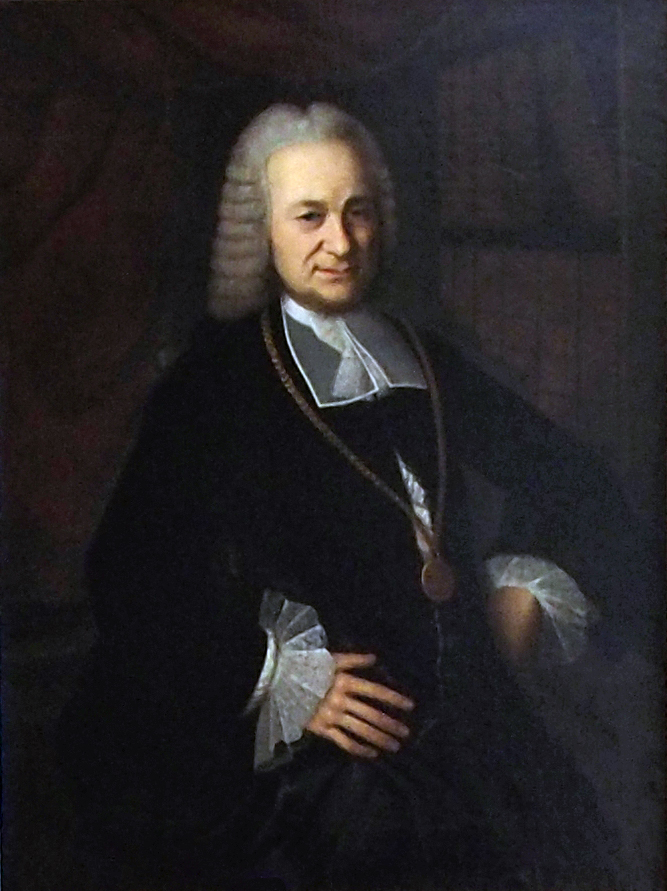
Johann Wolfgang Textor (1693–1771)

- Textor, Johann Wolfgang der Ältere (1638–1701), deutscher Jurist und Archivar
- Textor, Julie (1848–1923), deutsche Malerin
- Textor, Martin (* 1954), deutscher Pädagoge, Soziologe und Autor
- Textor, Werner (1920–2015), deutscher Polizeibeamter
- Textor, Wilhelm Carl Friedrich (1806–1882), deutscher Jurist und Politiker der Freien Stadt Frankfurt
- Textorisová, Izabela (1866–1949), slowakische Botanikerin
- Textorius, Elsa (1889–1972), schwedische Schauspielerin
- Textorius, Ester (1883–1972), schwedische Schauspielerin
- Textorius, Oskar (1864–1938), schwedischer Schauspieler, Sänger und Theaterregisseur